# Hugo Almeida
Hugo Miguel Pereira Almeida (Figueira da Foz, 1984. május 23. –) portugál labdarúgó,a portugál labdarúgó-válogatott tagja.

## Klub karrierje

### Portugália
Figueira da Foz-ban született, és a helyi klubban a Associação Naval 1 ° de Maio-nál nevelkedett még mielőtt a Porto akadémiájára nem került. 2003. szeptember 21-én debütált a SL Benfica ellen 2-0-ra megnyert hazai mérkőzésen, mindössze 3 percet játszott. Kölcsönben az Leiriához került, majd a Boavistához.
2005-06-os szezonban visszatért a Portoba, ahol kezdő játékos lett. A Bajnokok ligájában az Internazionale ellen 35 méteres szabadrúgás gólt lőtt a San Siróban, bár 2-1-re kikaptak.

### Werder Bremen

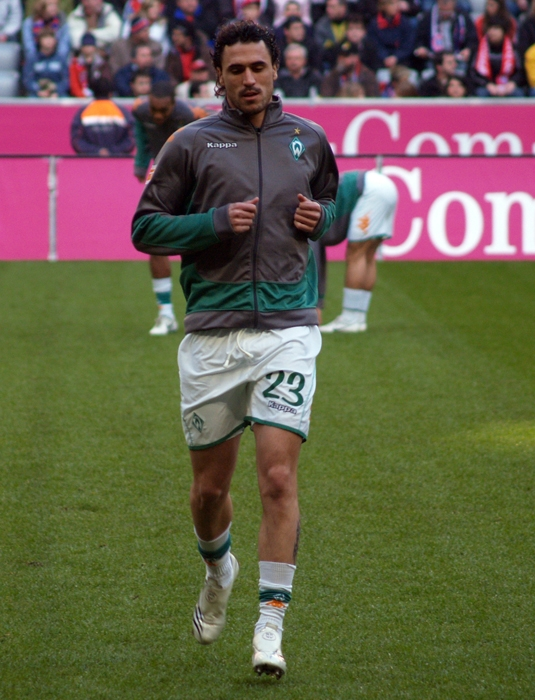

A 2006-07-es szezonban kölcsönben szerepelt a Werder Bremennél, ahol az első évében kezdőjátékossá vált, ahol együtt játszott a Portos csapattársávval, Diegóval. 41 mérkőzésen 10 gólt szerzett a szezon során. 2007 augusztusában 4 évre leigazolták a németek 4.000.000 euroért.
Miroslav Klose távozása után, nagyobb teret kapott. Az első 12 bajnokin 7gólt szerzett, beleértve a VfB Stuttgart ellen lőtt 2 gólját is. 36 mérkőzésen 16 gólt lőtt, ebből 11-et a bajnokságban.
A 2008-09-es szezonban is megőrizte formáját. 43 mérkőzésen 16 gólt szerzett, ebből mindössze 9 talált volt a bajnokságban. A Német kupában 4 gólt szerzett. Az amatőr Eintracht Nordhorn ellen mesterhármast szerzett. A mérkőzést 9-3-ra nyerték meg. A 2008–09-es német labdarúgókupát elhódították a Bayer Leverkusen ellen. A döntőben Mesut Özil góljával nyertek 1-0-ra.
A következő szezonban többnyire csak a kispadot koptatta. A bajnokságban így is sikerült 7 gólt szereznie. A 2010-11-es szezonban az első 10 bajnoki mérkőzésen 6 gólt szerzett.

### Besiktas
2011-ben írt alá három és fél évre és 3.000.000 euróért. 2011. május 11-én megnyerték a Török kupát.

## Válogatott
Minden szinten képviselte magát a Portugál színekben. 2004. február 18-án egy barátságos mérkőzésen debütált a felnőttek között, az Angol labdarúgó-válogatott elleni 1-1-es döntetlent hozó mérkőzésen. Tagja a volt a 2003-as touloni tornán győztes csapatnak és a 2004-es U21-es labdarúgó-Európa-bajnokságon, valamint a 2006-os U21-es labdarúgó-Európa-bajnokságon is részt vett.
A 2008-as labdarúgó-Európa-bajnokság selejtezőjében az Azeri labdarúgó-válogatott ellen megszerezte első gólját. Részt vett a 2008-as labdarúgó-Európa-bajnokságon, a 2010-es labdarúgó-világbajnokságon, valamint a 2012-es labdarúgó-Európa-bajnokságon.

### Válogatott góljai
| #   | Időpont             | Helyszín                                                 | Ellenfél      | Gólok | Eredmény | Kiírás                                         |
| --- | ------------------- | -------------------------------------------------------- | ------------- | ----- | -------- | ---------------------------------------------- |
| 1.  | 2007. október 13.   | Tofik Bahramov Stadion, Baku, Azerbajdzsán               | Azerbajdzsán  | 2–0   | 2–0      | 2008-as labdarúgó-Európa-bajnokság (selejtező) |
| 2.  | 2007. november 17.  | Estádio Dr. Magalhães Pessoa, Leiria, Portugália         | Örményország  | 1–0   | 1–0      | 2008-as labdarúgó-Európa-bajnokság (selejtező) |
| 3.  | 2008. szeptember 6. | Nemzeti Stadion, Ta’ Qali, Málta                         | Málta         | 2–0   | 4–0      | 2010-es labdarúgó-világbajnokság-selejtező     |
| 4.  | 2009. június 6.     | Qemal Stafa stadium, Tirana, Albánia                     | Albánia       | 1–0   | 2-1      | 2010-es labdarúgó-világbajnokság-selejtező     |
| 5.  | 2009. augusztus 12. | Rheinpark Stadion, Vaduz, Liechtenstein                  | Liechtenstein | 1–0   | 3-0      | Barátságos mérkőzés                            |
| 6.  | 2009. augusztus 12. | Rheinpark Stadion, Vaduz, Liechtenstein                  | Liechtenstein | 1–0   | 3-0      | Barátságos mérkőzés                            |
| 7.  | 2010. március 3.    | Estádio Cidade de Coimbra, Coimbra, Portugália           | Kína          | 1–0   | 2-0      | Barátságos mérkőzés                            |
| 8.  | 2010. június 8.     | Wanderers Stadium, Johannesburg, Dél-afrikai Köztársaság | Mozambik      | 1–0   | 2-0      | Barátságos mérkőzés                            |
| 9.  | 2010. június 8.     | Wanderers Stadium, Johannesburg, Dél-afrikai Köztársaság | Mozambik      | 1–0   | 2-0      | Barátságos mérkőzés                            |
| 10. | 2010. június 21.    | Cape Town Stadion, Fokváros, Dél-afrikai Köztársaság     | Észak-Korea   | 3–0   | 7-0      | 2010-es labdarúgó-világbajnokság               |
| 11. | 2010. szeptember 3. | Estádio D. Afonso Henriques, Guimarães, Portugália       | Ciprus        | 1–1   | 4-4      | 2012-es labdarúgó-Európa-bajnokság (selejtező) |
| 12. | 2010. november 17.  | Estádio da Luz, Lisszabon, Portugália                    | Spanyolország | 4–0   | 4-0      | Barátságos mérkőzés                            |
| 13. | 2011. augusztus 10. | Estádio Algarve, Faro/Loulé, Portugália                  | Luxemburg     | 4–0   | 5-0      | Barátságos mérkőzés                            |
| 14. | 2011. augusztus 10. | Estádio Algarve, Faro/Loulé, Portugália                  | Luxemburg     | 4–0   | 5-0      | Barátságos mérkőzés                            |
| 15. | 2011. szeptember 2. | GSP Stadium, Nicosia, Ciprus                             | Ciprus        | 3–0   | 4-0      | 2012-es labdarúgó-Európa-bajnokság (selejtező) |

## Statisztika
| Klub          | Bajnokság      | Szezon   | Bajnokság | Bajnokság | Kupa     | Kupa  | Nemzetközi | Nemzetközi | Összesen | Összesen |
| Klub          | Bajnokság      | Szezon   | Mérkőzés  | Gólok     | Mérkőzés | Gólok | Mérkőzés   | Gólok      | Mérkőzés | Gólok    |
| ------------- | -------------- | -------- | --------- | --------- | -------- | ----- | ---------- | ---------- | -------- | -------- |
| Porto B       | Third Division | 2002–03  | 15        | 16        | -        | -     | -          | -          | 15       | 16       |
| Porto B       | Third Division | Összesen | 15        | 16        | -        | -     | -          | -          | 15       | 16       |
| União Leiria  | Primeira Liga  | 2002–03  | 13        | 3         | -        | -     | -          | -          | 13       | 3        |
| União Leiria  | Primeira Liga  | Összesen | 13        | 3         | -        | -     | -          | -          | 13       | 3        |
| Porto         | Primeira Liga  | 2003–04  | 3         | 0         | 0        | 0     | 2          | 0          | 5        | 0        |
| Porto         | Primeira Liga  | Összesen | 3         | 0         | -        | -     | 2          | 0          | 5        | 0        |
| União Leiria  | Primeira Liga  | 2003–04  | 15        | 2         | -        | -     | -          | -          | 15       | 2        |
| União Leiria  | Primeira Liga  | Összesen | 15        | 2         | -        | -     | -          | -          | 15       | 2        |
| Porto         | Primeira Liga  | 2004–05  | 3         | 0         | 0        | 0     | 2          | 0          | 5        | 0        |
| Porto         | Primeira Liga  | Összesen | 3         | 0         | 0        | 0     | 2          | 0          | 5        | 0        |
| Boavista      | Primeira Liga  | 2004–05  | 14        | 3         | 2        | 0     | -          | -          | 16       | 3        |
| Boavista      | Primeira Liga  | Összesen | 14        | 3         | 2        | 0     | -          | -          | 16       | 3        |
| Porto         | Primeira Liga  | 2005–06  | 28        | 4         | 1        | 0     | 6          | 1          | 35       | 5        |
| Porto         | Primeira Liga  | Összesen | 28        | 4         | 1        | 0     | 6          | 1          | 35       | 5        |
| Werder Bremen | Bundesliga     | 2006–07  | 28        | 5         | 1        | 0     | 12         | 4          | 41       | 9        |
| Werder Bremen | Bundesliga     | 2007–08  | 23        | 11        | 2        | 1     | 11         | 4          | 36       | 16       |
| Werder Bremen | Bundesliga     | 2008–09  | 27        | 9         | 5        | 4     | 11         | 3          | 43       | 16       |
| Werder Bremen | Bundesliga     | 2009–10  | 26        | 7         | 4        | 1     | 6          | 3          | 36       | 11       |
| Werder Bremen | Bundesliga     | 2010–11  | 13        | 9         | 2        | 1     | 5          | 1          | 20       | 11       |
| Werder Bremen | Bundesliga     | Összesen | 117       | 41        | 14       | 7     | 45         | 15         | 176      | 63       |
| Beşiktaş      | Süper Lig      | 2010–11  | 12        | 4         | 5        | 4     | 2          | 0          | 19       | 8        |
| Beşiktaş      | Süper Lig      | 2011-12  | 20        | 10        | 0        | 0     | 9          | 3          | 29       | 13       |
| Beşiktaş      | Süper Lig      | Összesen | 32        | 14        | 5        | 4     | 11         | 3          | 48       | 21       |

## Sikerei, díjai
- Porto:
  - Portugál bajnok: 2003–04, 2005–06
  - Portugál kupa: 2005–06
- Werder Bremen:
  - Német kupa: 2008–09
  - UEFA-kupa: döntős 2008–09
- Beşiktaş:
  - Török kupa: 2010–11